# Martin Lindsay
Pour les articles homonymes, voir Lindsay.
Martin Alexander Lindsay, né le 22 août 1905 à Londres et mort le 5 mai 1981 dans le Surrey, est un officier, explorateur, homme politique et écrivain britannique.
Il a attiré l'attention nationale pour la première fois dans les années 1930, en tant qu'explorateur polaire au Groenland. Son service au front pendant la Seconde Guerre mondiale, au cours de laquelle il commande un bataillon et est décoré pour bravoure, ajoute encore à sa réputation. Immédiatement après la guerre, il s'est lancé en politique et a été Membre du Parlement pendant près de deux décennies. En 1962, il reçoit le titre de baronnet du Royaume-Uni et est créé baronnet de Dowhill dans le comté de Kinross.

## Biographie

### Explorations
Martin Lindsay est né dans une famille noble écossaise établie de longue date. Il est le fils d'un officier de la marine indienne de Grande-Bretagne.
Il fait ses études au Wellington College et à l'Académie royale militaire de Sandhurst.
En 1925, il est nommé sous-lieutenant dans les Royal Scots Fusiliers. Deux ans plus tard, il est affecté au Nigeria et détaché auprès du 4e bataillon du Nigeria Regiment (en). Au cours de cette période, il gagne la course hippique du Grand National au Nigeria.
Il effectue un séjour de 13 mois au sein d'une expédition dans l'Arctique puis est affecté au 2e Bataillon des Royal Scots Fusiliers à Shanghai.
À la fin de ses deux années au Nigeria en 1929, il entreprend sa première expédition personnelle, voyageant de l'Afrique de l'Ouest à l'Est à travers la forêt tropicale de l'Ituri, au Congo belge.
En 1930, il est nommé géomètre de l'expédition britannique sur la route aérienne de l'Arctique vers le Groenland, dirigée par Gino Watkins. Les membres de l'expédition comprennent John Rymill et Freddie Spencer Chapman, mais, en tant qu'officier chevronné de l'armée, Lindsay apporte à l'équipe une expérience organisationnelle et administrative disciplinée. Il explore ainsi avec James Maurice Scott et Alfred Stephenson le Groenland de la côte du roi Frédérick VI (en), au sud du 66° N puis à l'ouest et au nord jusqu'à Holsteinsborg. Il décrira ses expériences dans un livre These Greenland Days en 1932, rendant hommage à l'équipe de Watkins. Le succès de cette expédition lui permet de recevoir avec les autres membres de l'expédition la Médaille polaire, avec fermoir Arctique (1930-1931).
En 1933, il publie The Epic of Captain Scott, un hommage à Robert Falcon Scott.
En 1934, il devient le chef de l'expédition britannique transgroenlandaise sous le patronage du prince de Galles. L'expédition est parrainée par plusieurs ministères du gouvernement britannique et vise à explorer et à cartographier une étendue de 350 milles du Groenland qui n'a jamais été visitée auparavant. Andrew Croft est le photographe de l'expédition ; le lieutenant Arthur Stuart Godfrey est responsable de l'arpentage et de la navigation.
L'expédition traverse le Groenland d'ouest en est et réussit à fixer les positions de nombreux éléments importants, dont Gunnbjørnsfjeld. Lors du voyage de retour, l'équipe se dirige vers le sud-ouest jusqu'à Amassalik (aujourd'hui Tasiilaq) et découvre au cours de son voyage l'étendue du Crown Prince Frederik Range (en) (Kronprins Frederik Bjerge). L'expédition de Lindsay établit un nouveau record du monde après avoir parcouru 1 050 milles en luge (dont 700 à travers un territoire inexploré).
Lorsque les trois hommes reviennent sains et saufs, l'expédition est considérée comme un succès sans réserve, le Times y consacrant sa une. Lindsay a également rédigé son rapport sur l'expédition pour le Times et écrit en 1935 un livre, Sledge, basé sur ces rapports. Sa renommée s'étend au-delà de la Grande-Bretagne et en avril 1935, il reçoit la médaille d'or Alexandre de la Roquette de la Société de géographie. En 1937, la Royal Geographical Society lui remet le Prix Murchison.
En 1936, Lindsay quitte l'armée. Il a épousé une cousine éloignée, Joyce Lindsay, en 1932. Le couple s'installe dans le Lincolnshire où Martin Lindsay est candidat du Parti conservateur pour Brigg en juin 1936. La circonscription est détenue par les travaillistes avec une majorité de seulement 203 voix, et Lindsay commence à assister à des événements sociaux dans la circonscription pour tenter de renforcer sa position.
Il est Deputy Lieutenant du Lincolnshire à partir de 1938.

### Seconde Guerre mondiale
Lindsay reprend du service en 1939 lors du déclenchement de la Seconde Guerre mondiale. Il sert dans un poste d'état-major pendant la campagne de Norvège. Au printemps 1940, la Grande-Bretagne décide d'envoyer des troupes dans le nord de la Norvège et Lindsay, avec son expérience dans l'organisation d'expéditions polaires, est un choix évident pour donner des conseils sur les problèmes particuliers que le climat et le terrain peuvent poser aux opérations militaires.
Cependant, il est profondément critique à l'égard de l'opération mal organisée et mal préparée en Norvège, au point qu'il craint que la Grande-Bretagne perde la guerre à moins que d'importantes leçons ne soient tirées de la débâcle. Lindsay est l'un des premiers soldats à atteindre Londres après l'évacuation de la Norvège et présente un récit franc de l'opération aux membres de l'Her Majesty's Opposition (en) tels que Clement Attlee et Herbert Morrison. Ce rapport est connu sous le nom de « Lindsay Memorandum (en) ». Les preuves présentées par Lindsay seront utilisées par Attlee pour provoquer un vote de censure contre le leadership du Premier ministre de l'époque, Neville Chamberlain, qui a finalement conduit à la démission de Chamberlain, à la nomination de Winston Churchill et à la création d'un gouvernement de coalition. La contribution de Lindsay à la campagne norvégienne lui vaut d'être mentionné dans les dépêches.
En juillet 1944, Lindsay est nommé commandant en second du 1er bataillon Gordon Highlanders, dans la 51e division Highland. Il commande le bataillon dans seize opérations entre juillet 1944 et mai 1945, étant à nouveau mentionné dans les dépêches, blessé au combat et recevant l'Ordre du service distingué. [10] Il termine la guerre en tant que lieutenant-colonel.
Il écrit ses expériences de la Guerre dans So Few Got Through : The Diary of an Infantry Officer en 1946, suivi d'un récapitulatif de ses exploits dans l'Arctique, Three Got Through: Memoirs of an Arctic Explorer, l'année suivante.

### Politiques
La carrière politique de Lindsay a été suspendue pendant la guerre – il avait renoncé à sa candidature à Brigg – mais en juin 1945, juste après la fin de la guerre en Europe, il devient candidat conservateur pour Solihull, une circonscription nouvellement créée. Son adversaire travailliste est le futur ministre Roy Jenkins que Lindsay bat par 5 049 voix.
Son discours inaugural du 7 novembre 1945 porte sur les problèmes d'une course internationale aux armements entre les États-Unis et l'Union soviétique. Lindsay est favorable à ce que cette dernière donne des détails sur la bombe atomique si elle acceptait de coopérer et de participer à un système mutuel de contrôles et d'inspections.
Au début de sa carrière parlementaire, il se concentre sur les conditions des militaires et des anciens militaires ; en mai 1946, il encourage les officiers démobilisés à occuper des postes au ministère des Colonies et à la Commission de contrôle dans les pays ennemis occupés. Une semaine plus tard, il condamne la publication de la Commission de contrôle allemande La zone britannique en Allemagne comme « un misérable petit chiffon » parce que c'est un pâle fantôme du Manchester Guardian. Il est un opposant ferme à la nationalisation de l'industrie sidérurgique, qui a alors lieu.
Lindsay se prononce en octobre 1946 en faveur de l'autorisation des prisonniers de guerre allemands de rester en Grande-Bretagne et de l'obtention de la citoyenneté britannique, en raison de la pénurie de main-d'œuvre qualifiée.
En avril 1949, une critique du Parti conservateur par le ministre de l'Alimentation John Strachey incite Lindsay, rappelant l'association de Strachey avec Oswald Mosley, à demander « Est-ce acceptable pour un ex-membre du parti fasciste... », le reste de la phrase étant noyée par les cris de colère des députés travaillistes. L'échange entre les deux provoque une dispute majeure impliquant de nombreux membres du Parlement.

#### Journalisme
En dehors du Parlement, Lindsay a également apporté ses compétences journalistiques en écrivant le texte d'un livre sur la Chambre des communes publié dans la série Britain in Pictures en 1947. En 1948, avec le début des débats sur la Chambre des Lords à la suite du projet de loi parlementaire du gouvernement du parti travailliste, il écrit Shall We Reform the Lords?, qui traite des options qui pourraient être prises.
Il est président de la région des West Midlands des associations conservatrices et unionistes de 1949 à 1952.
Lors des élections générales de 1950, il prononce un discours à Wellington, dans le Shropshire, dans lequel il prophétise qu'Aneurin Bevan prendra bientôt la relève en tant que Premier ministre après la retraite de Clement Attlee.
Au cours de la clôture parlementaire de 1950-1951, Lindsay joue son rôle en harcelant le gouvernement travailliste. En novembre 1950, il remporte une place au scrutin pour les projets de loi d'initiative parlementaire et présente un projet de loi sur la liberté d'information pour donner à la presse le droit statutaire de rendre compte des délibérations des organismes publics. Il soutient aussi le projet de loi présenté par la députée travailliste Eirene White réformant les lois sur le divorce. Au début de 1951, il appelle la Belgique à ne pas traduire en justice le général von Falkenhausen, ancien gouverneur militaire allemand, pour crimes de guerre. Lindsay fait valoir que la Belgique a eu l'occupation la moins oppressive de toutes les nations.

### Deuxième ministère Churchill
Lindsay ne se voit proposer aucun poste gouvernemental lorsque Churchill revient au pouvoir en 1951.
Il presse le nouveau gouvernement d'organiser une conférence multipartite sur la réforme de la Chambre des Lords et d'abolir les cartes d'identité dès que possible. Lindsay a également soutenu un comité tel que celui dirigé par Eric Geddes en 1920 pour réduire les dépenses publiques, critiquant « l'échec jusqu'ici total du gouvernement à remplir ses promesses électorales » de réaliser une économie substantielle.
Il est nommé Commandeur de l'Ordre de l'Empire britannique en 1952.
Lors du couronnement de la reine Elizabeth II, il sert comme officier d'état-major Gold.
Il est membre de la Royal Company of Archers, la garde du corps de la reine d'Écosse.
Écrivant dans le magazine de son association de circonscription en juin 1954, il déclare que Winston Churchill prendra sa retraite avant cet automne pour laisser la place à Anthony Eden et prédit qu'Harold Macmillan sera promu au poste de nouveau ministre des Affaires étrangères. À l'automne, il s'intéresse aux problèmes de congestion routière et dépose une motion demandant un programme routier beaucoup plus accru pour le résoudre.
Lorsque Sydney Silverman propose l'abolition de la peine capitale en 1956, Lindsay propose un amendement visant à la maintenir uniquement en cas de meurtre d'un policier. Malgré l'emploi important dans l'industrie automobile dans sa circonscription, il critique au Parlement les travailleurs de l'industrie pour leur « mauvaise qualité de travail ». Lorsque les travailleurs de British Motor Corporation reçoivent l'ordre de grève cet été-là, Lindsay souligne le fait que 53 % des travailleurs se sont présentés au travail comme d'habitude pour constater qu'il s'agit d'une grève impopulaire.
Lindsay est l'un des sponsors d'une motion critiquant les États-Unis après la crise de Suez. Il critique le gouvernement Macmillan en juillet 1957 de ne pas en faire assez pour lutter contre l'inflation, et dirige un groupe de trois députés qui s'abstiennent. À la fin de 1957, il critique la médiocrité de nombreux députés et appelle à des réformes des procédures de la Chambre des communes, notamment en mettant fin aux séances nocturnes, dans une lettre qui a suscité un long débat. Fin janvier 1958, la Chambre des Communes crée une commission spéciale sur la question, Lindsay critiquant le dénigrement continu du Parlement par les journaux qui portent également préjudice à la famille royale.
Lorsque le groupe parlementaire sur l'Égypte et la Syrie est formé en juin 1960, Lindsay en est nommé président.
En novembre 1960, il proteste contre le fait que le gouvernement ne doit pas vendre ses actions Ford Motors de Dagenham sans permettre aux députés d'exprimer leur point de vue.
Dans la liste des honneurs du Nouvel An de 1962, Lindsay est nommée baronnet.
Après une tournée de conférences aux États-Unis au début de la même année, il dépose en mars une motion très ferme attaquant Lord Beaverbrook pour avoir autorisé des commentaires éditoriaux attaquant la famille royale. Il distribue à d'autres députés des exemples de couverture dans le Daily Express, qu'il décrit comme une « vendetta soutenue ».
Il soutient la demande d'adhésion du gouvernement Macmillan au Marché commun, soulignant qu'il est difficile de trouver un banquier ou un industriel qui ne pense pas que l'adhésion soit essentielle.
Il annonce en mars 1963 qu'il quittera la politique aux prochaines élections, affirmant son intention de se faciliter la vie.
Il s'abstient alors de soutenir Macmillan dans l'affaire Profumo.
Au début de 1964, il demande une enquête sur le Public Trust Office, après avoir découvert que celui-ci avait perdu une grosse somme d'argent en investissements.

### Fin de vie
En 1964, il hérite de 250 000 $ et d'un appartement de luxe à Manhattan par le testament de la philanthrope américaine Florence Berlowitz Shaw (veuve de George Hamlin Shaw et ancienne épouse de Bernard Pollak), qu'il a escortée lors d'événements sociaux à New York. Le testament est contesté par les trois beaux-enfants de Florence Shaw, mais finalement confirmé. Un cousin vivant dans le nord du Pays de Galles lui laisse également 20 000 £ la même année. Lindsay investit alors dans l'élevage de chevaux de course.
Il épouse Joyce Lindsay (1904-1998), fille de Robert Hamilton Lindsay (fils cadet du 26e comte de Crawford) et de Mary Janet Clarke (fille de Sir William Clarke, 1er baronnet) en 1932. Bien que partageant le même nom de famille, ils ne sont pas liés mais partagent un ancêtre commun, Alexander Lindsay of Glenesk (en). Ils divorcent en 1967. Plus tard cette année-là, il porte le Sunday Express au Conseil de presse à propos d'un article demandant, après ses deux héritages, si Sir Martin est de nouveau « après une riche veuve ». Le rédacteur en chef John Junor (en) défend l'article, mais le Conseil de la presse fait droit à la plainte et déplore la forme de journalisme. Le couple aura trois enfants, dont une fille, Jacynth Rosemary, qui épousera Lord Mark Fitzalan-Howard, fils de Bernard Fitzalan-Howard, 3e baron Howard de Glossop.
Le 1er août 1969, Lindsay épouse Loelia, duchesse de Westminster, ancienne épouse du 2e duc de Westminster,. En 1973, une interview est menée avec lui qui figure dans l'épisode Distant War, qui fait partie de la série The World at War, dans laquelle il rappelle sa critique de la campagne norvégienne et la réponse qui a suivi.
Impliqué dans les affaires en tant que président de plusieurs sociétés, Lindsay est président du Standing Council of the Baronetage (en) et publie son dernier livre, The Baronetage, en 1977.